# Chaz Crawford
Chaz Crawford (Philadelphia, Pennsylvania, 12 de abril de 1984) es un baloncestista estadounidense que juega de ala-pívot y puede jugar de pívot.

## Carrera universitaria
Chaz Martin Crawford desarrolló su carrera universitaria en los Drexel Dragons, equipo de la Universidad Drexel, situada en Filadelfia, Pensilvania. Pertenecen a la Colonial Athletic Association y a la Philadelphia Big 5, que agrupa a las universidades de esa ciudad. 

### Universidades
| Club           | Clase     | Año         |
| -------------- | --------- | ----------- |
| Drexel Dragons | Freshman  | 2003 - 2004 |
| Drexel Dragons | Sophomore | 2004 - 2005 |
| Drexel Dragons | Junior    | 2005 - 2006 |
| Drexel Dragons | Senior    | 2006 - 2007 |

## Carrera profesional
Tras dejar la universidad, Crawford comenzó a jugar profesionalmente al baloncesto. Sus primeros siete años fueron bastante irregulares, ya que alternó largos periodos de inactividad con pasos por equipos de las ligas menores estadounidenses -como la USBL, la CBA y la PBL-, de Turquía, Suecia e incluso también de Tailandia. Su punto más alto durante esos años fue su incorporación al Springfield Armor de la NBA D-League, que en esa época estaba afiliado a los Brooklyn Nets: llegó gracias al Draft de la NBA Development League de 2012 -en la posición 110° de la séptima ronda- y fue desvinculado del equipo tras disputar su primer y último partido oficial.
Sin embargo su suerte cambió a partir de octubre de 2014, cuando reforzó al ComuniKT en la Liga Sudamericana de Clubes. Mientras que su equipo avanzó hasta las semifinales del torneo, él pudo demostrar que su talento se ajustaba al nivel de exigencia del baloncesto en el Cono Sur, por lo que en abril de 2015 -unos meses después de que se frustrara su incorporación a Estudiantes Concordia- se unió a Quimsa de la Liga Nacional de Básquet de Argentina, equipo con el que obtendría el título esa temporada. A partir de allí permaneció en Sudamérica hasta 2024, integrando equipos en Argentina, Uruguay y Paraguay. 

### Clubes
| Club                  | País           | Año         |
| --------------------- | -------------- | ----------- |
| Delawere Stars        | Estados Unidos | 2007        |
| Butte Daredevils      | Estados Unidos | 2007        |
| Pinar Karsiyaka       | Turquía        | 2007        |
| Uşak Sportif          | Turquía        | 2007 - 2008 |
| Solna Vikings         | Suecia         | 2009        |
| Springfield Armor     | Estados Unidos | 2012        |
| Rochester Razorsharks | Estados Unidos | 2013 - 2014 |
| PEA Basket            | Tailandia      | 2014        |
| ComuniKT              | Ecuador        | 2014        |
| Quimsa                | Argentina      | 2015        |
| Argentino (J)         | Argentina      | 2015 - 2017 |
| La Unión de Formosa   | Argentina      | 2017 - 2018 |
| Urunday Universitario | Uruguay        | 2018        |
| La Unión de Formosa   | Argentina      | 2018 - 2019 |
| Comunicaciones        | Argentina      | 2019 - 2020 |
| Goes                  | Uruguay        | 2021        |
| La Unión de Formosa   | Argentina      | 2021 - 2022 |
| Urunday Universitario | Uruguay        | 2022        |
| Cordón                | Uruguay        | 2023        |
| Colonias Gold         | Paraguay       | 2023        |
| Cordón                | Uruguay        | 2023 - 2024 |
| Sayago                | Uruguay        | 2024        |